# جیرولامو کرشنتینی
جیرولامو کِرِشنتینی (ایتالیایی: Girolamo Crescentini؛ ۲ فوریهٔ ۱۷۶۲ – ۲۴ آوریل ۱۸۴۶) آهنگساز، خواننده برجستهٔ اپرا و معلم آواز اهل ایتالیا بود.
او از شاگردانِ معلمِ مشهورِ آواز «لورنتسو جیبلی» بود و بعدها در کار هنری خود به شهرت و موفقیت‌های زیادی دست یافت.
آلفرد، کنت دو وینی و آرتور شوپنهاور از طرفداران او بودند.